# オズの魔法使い
『オズの魔法使い』（オズのまほうつかい、The Wonderful Wizard of Oz）は、ライマン・フランク・ボームが著し、W. W.デンスロウが挿絵を担当した児童文学作品。1900年5月17日、アメリカ合衆国イリノイ州シカゴのジョージ・M・ヒル・カンパニーから初版が出版され、以降何度も再版された。
当初の原題とは異なるが、1902年のミュージカル『オズの魔法使い』(The Wizard of Oz)、1939年の映画『オズの魔法使』(The Wizard of Oz)以降は『The Wizard of Oz 』という題名が定着した。

## 概要
「マザー・グースの物語」のヒットで童話作家として成功していたライマン・フランク・ボームが、自らが子供たちに語ってきかせた物語を元に書き、1900年5月に出版した。凝った構成によるカラー図版の児童書は当時としては革新的であり、本はたちまち子供たちの心をとらえ、増刷の追いつかない空前の人気作品となった。
アメリカ合衆国カンザス州の農場に暮らす少女ドロシー（Dorothy）が竜巻に家ごと巻き込まれて、飼い犬のトト（Toto） と共に不思議な「オズの国」（Land of Oz）へと飛ばされてしまう話である。なおボームは「竜巻(tornado)」を示す説明と共に「サイクロン(cyclone)」という単語を使用している。
この本はアメリカ文学で最もよく知られた本の1つであり、世界中で翻訳されている。アメリカ議会図書館は「アメリカで最も優れ、最も愛されているおとぎ話」と語っている。初版およびブロードウェイ・ミュージカルの成功後、ボームが13冊、ボームの死後に他の作者等がオズ・シリーズ（Oz books）を出版している。
ボームは「親愛なる友人で同志である我が妻(モード・ゲージ・ボーム)に捧ぐ」と記した。1901年1月、ジョージ・M・ヒル・カンパニーは初版の1万部を売り切った。その後300万部を売り上げ、1956年にパブリックドメインとなった。

## 出版
1900年5月17日、ボーム自身が手作りした最初の本は姉妹のメアリー・ルイズ・ボーム・ブリュスターに贈られた。7月5日から20日にシカゴのパーマー・ハウスで行われたブック・フェアで一般に初公開された。8月1日に著作権を申請し、9月に確立した。ジョージ・M・ヒル・カンパニーから出版され、1900年9月1日には初版1万部が売り切れた。1900年10月までに1万5千部の第二版がほぼ売り切れた。
ボームから兄弟のハリーへの手紙によると、出版者のジョージ・M・ヒルは25万部の売り上げを見込んでいた。当初ヒルはこの本が売れるとは思ったが、これほどの大ヒットになるとは予測していなかった。シカゴ・グランド・オペラ・ハウスのマネージャーのフレッド・R・ハムリンは本のさらなる宣伝を兼ねてミュージカル化を打診し、ボームは脚本の執筆に同意した。1902年6月16日、ミュージカル『オズの魔法使い』が初演された。この作品は大人向けの「ミュージカル大作」として製作され、衣裳はデンスロウの挿絵を基にデザインされた。1901年、ヒルの出版社は破産し、ボームとデンスロウはインディアナポリスのボブス・メリル・カンパニーが出版を引き継ぐことに同意した。
1944年、ボームの息子ハリー・ニール・ボームは『シカゴ・トリビューン』紙に父親は本を書く前に子供たちに話をして聞かせていたと語った。ハリーは父親を、『6ペンスの唄』の黒ツグミがパイの中で焼き込められた理由を的確に述べることができる、これまで出会った人々の中で最も素晴らしい人物だと語った。
1938年まで100万部以上が増刷された。それから20年弱後の1956年には300万部を売り上げた。

## あらすじ
アメリカ合衆国カンザス州でエム叔母さん、ヘンリー叔父さん、小さな飼い犬のトトと共に少女ドロシーは暮らしている。ある日、ドロシーとトトは竜巻に家ごと巻き込まれて、不思議なオズ王国の中のマンチキンの国へと飛ばされてしまう。落ちた家は、マンチキンたちを独裁していた東の悪い魔女を圧死させる。北の良い魔女がやってきてマンチキンたちと喜びを分かち合い、悪い魔女が履いていた不思議な力を持つ銀の靴をドロシーに授ける。良い魔女はドロシーに家に帰れる唯一の方法はエメラルドの都に行って壮大な魔力を持つオズの魔法使いに頼むことだと語る。ドロシーは旅に出ることにし、北の良い魔女はドロシーを大事故から守るため、おでこにキスして魔法をかける。
黄色いレンガ道を進み、ドロシーはボクという名のマンチキンによるパーティに出席する。翌日ドロシーは棒に引っ掛かったカカシを助け、ブリキの木こりに油をさし、臆病なライオンと出会う。カカシは脳を、ブリキの木こりは心を、ライオンは勇気を手に入れる願いを叶えてもらうため、ドロシーとトトと共に魔法使いに助けを求めにエメラルドの都に向かう。いくつかの冒険を乗り越え、一行はエメラルドの都の門で門番に会うと、街の輝きで目が眩まないように緑の眼鏡をかけるように言われる。1人1人呼ばれ、ドロシーは大理石の王座の上の巨大な頭、カカシは絹の紗に包まれた愛らしい女性、ブリキの木こりは恐ろしい野獣、臆病なライオンは火の玉の形をした魔法使いに会う。魔法使いはもしオズ王国のウィンキーの国を独裁する西の悪い魔女を殺せば全員の願いを叶えると語る。警備員はこれまで誰も西の悪い魔女を倒したことがないと警告する。
西の悪い魔女は望遠鏡になる一つ目で一行が近づくのを見つける。魔女は一行をズタズタに切り裂くため狼たちを送るが、ブリキの木こりが斧で殺す。魔女は一行の目を潰すため野生のカラスを送るが、カカシが彼らの首を折って殺す。魔女は一行を刺すため黒い蜂の群れを集めるが、カカシのわらがドロシー、ライオン、トトを隠し、ブリキには刺さらずに蜂は死ぬ。魔女はウィンキーの兵士たちを送るが、ライオンが直立すると恐れて引き返す。ついに魔女は黄金の冠の力を使い飛ぶ猿を呼び集め、ドロシー、トト、ライオン、カカシを捕まえ、ブリキの木こりをへこませる。魔女はドロシーの銀の靴を手に入れることを企て、ドロシーを自分の専属奴隷にしようとする。

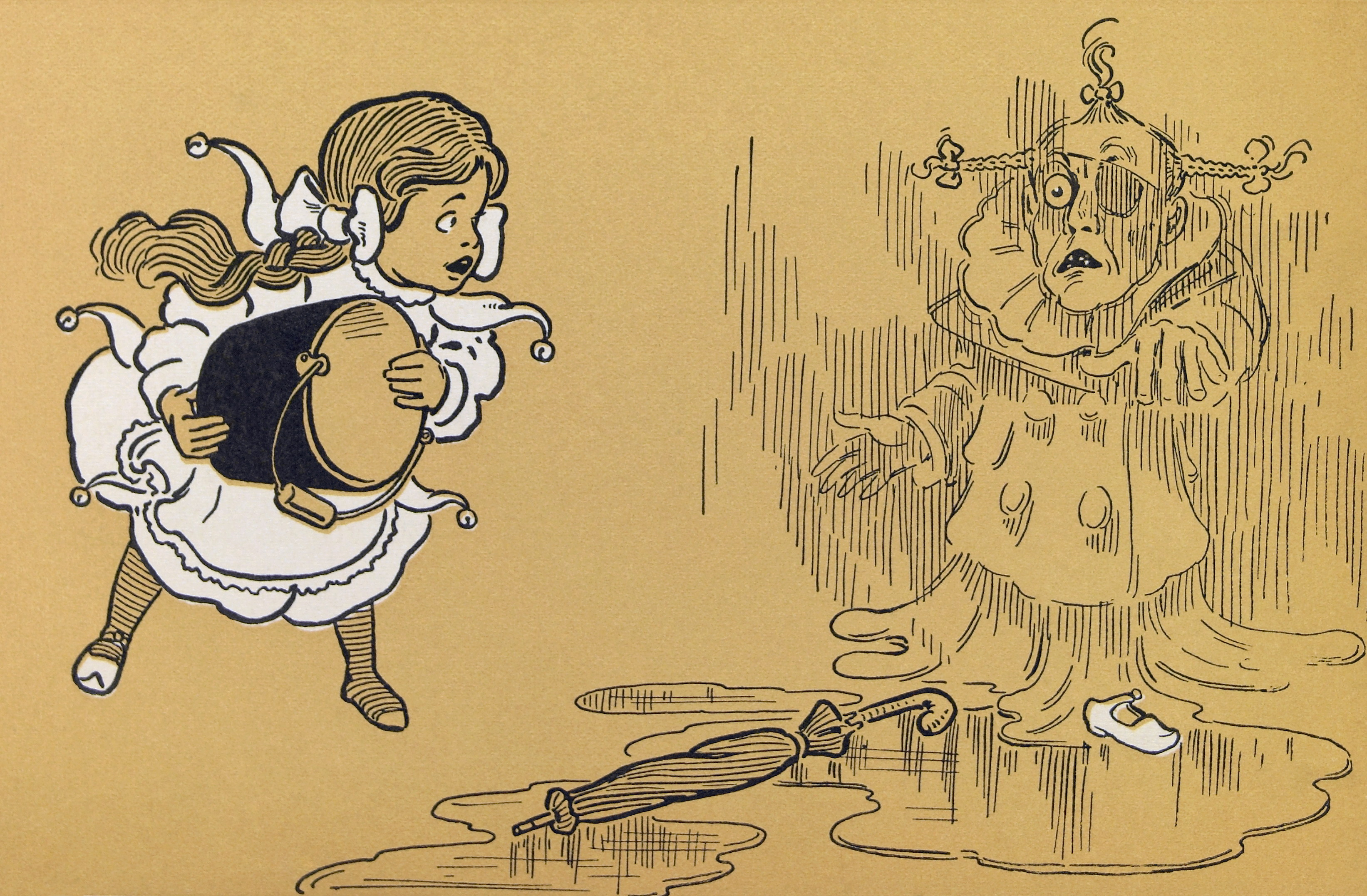
1900年の初版の、WWデンスロウによる悪い魔女が溶けるシーンの挿絵

悪い魔女はドロシーを騙して銀の靴の片方を脱がせることに成功する。怒ったドロシーは魔女にバケツの水を思い切りかけると、魔女が溶けてドロシーは驚く。ウィンキーたちは魔女の独裁から逃れることができて喜び、カカシにわらを詰め、ブリキの木こりを修理する。彼らはブリキの木こりに国王となることを頼み、彼はドロシーを無事にカンザスに帰すことができたら引き受けると語る。ドロシーは黄金の冠を見つけ、一行をエメラルドの都に連れていかせるために飛ぶ猿を集める。飛ぶ猿の王は北の魔女ギャヴレットの冠でどうやって自分たちが魔法にかけられるのか説明し、ドロシーはのちに他に2回冠の力を使用することになる。
一行がオズの魔法使いに再会した時、トトが王座の隅のスクリーンを倒してしまうと、本物の魔法使いが現れる。彼は平凡な老人の詐欺師で、だいぶ前にネブラスカ州オマハから気球でオズにやってきたと申し訳なさそうに語る。魔法使いはカカシに新しい脳（"a lot of bran-new brains"、実際は糠(bran)と針を詰めた頭）を、ブリキの木こりには絹の心（おがくずを詰めたハート型の絹の袋）を、臆病なライオンには勇気が出る薬（四角の緑の瓶から出した液体）を与える。彼らは魔法使いの力を信じているため、これらをもらって喜ぶ。魔法使いはドロシーとトトをエメラルドの都から家に気球で連れていくと語る。離陸時、魔法使いはカカシに自分の代わりにオズ王国の統治を任せると語る。トトが子猫を追い掛け、ドロシーがそれを追うと気球は魔法使いのみを乗せて飛び立つ。
ドロシーは再び飛ぶ猿を集めてトトと共に家に飛ぼうとするが、彼らはオズ王国を囲む砂漠を飛び越えることはできないと語る。緑の髭の兵士がドロシーに南の良い魔女グリンダが家に帰らせてくれるかもしれないと助言し、一行はオズのカードリングの国に住むグリンダに会う旅を開始する。道中、臆病なライオンは森の動物たちを脅かす巨大な蜘蛛を殺す。動物たちは臆病なライオンに王になってくれるよう頼み、ドロシーを無事にカンザスに帰したら引き受けると語る。ドロシーはみたび飛ぶ猿を集め、山を越えてグリンダの国へ行く。グリンダは一行に挨拶し、ドロシーが履いている銀の靴こそが望む場所へ連れていってくれると明かす。ドロシーは友人たちと抱き合い、友人たちは黄金の冠を使ってカカシはエメラルドの都へ、ブリキの木こりはウィンキーの国へ、ライオンは森へ、それぞれが新しい国へ行くことになり、黄金の冠は飛ぶ猿の王に与えられる。ドロシーはトトを腕に抱き、かかとを3回合わせ家へ帰ることを唱える。ドロシーは旋回して空中に浮かび、カンザスの平原の芝に転がり、自宅にたどり着く。ドロシーはエム叔母さんに駆け寄り「また家に帰ることができて良かった」と語る。

## 挿絵およびデザイン
ボームの友人でコラボレーターであるウィリアム・ウォレス・デンスロウが挿絵を担当し、著作権も共同で所有していた。多くのページに挿絵が施され、色彩豊かで当時にしてはデザインが豪華だった。1900年9月、『グランド・ラピッヅ・ヘラルド』はデンスロウの挿絵は文章ととてもよく合っていると記した。社説ではもしデンスロウの挿絵がなければ読者はドロシー、トト、他の登場人物を容易に想像することができなかっただろうと述べた。
この個性的な挿絵は当時模倣する者も多かった。最も有名なものは『オズ』のデザインや挿絵を模倣したエヴァ・キャサリン・ギブソンの『Zauberlinda, the Wise Witch 』(賢い魔女ゾバリンダ)である。書体は当時新しかったモノタイプ・オールド・スタイルである。デンスロウの挿絵は許可を得て製作された多くのグッズで多くみられた。カカシ、ブリキの木こり、臆病なライオン、魔法使い、ドロシーはゴムや金属の人形が作られた。衣類、装飾品、ロボット、石鹸なども作られた。
1944年、イヴリン・コプルマンの挿絵による新版が登場した。デンスロウの挿絵を基にしたこの挿絵は称賛されたが、著名な1939年の映画『オズの魔法使』により似ていた。

## イメージおよびアイデアの元

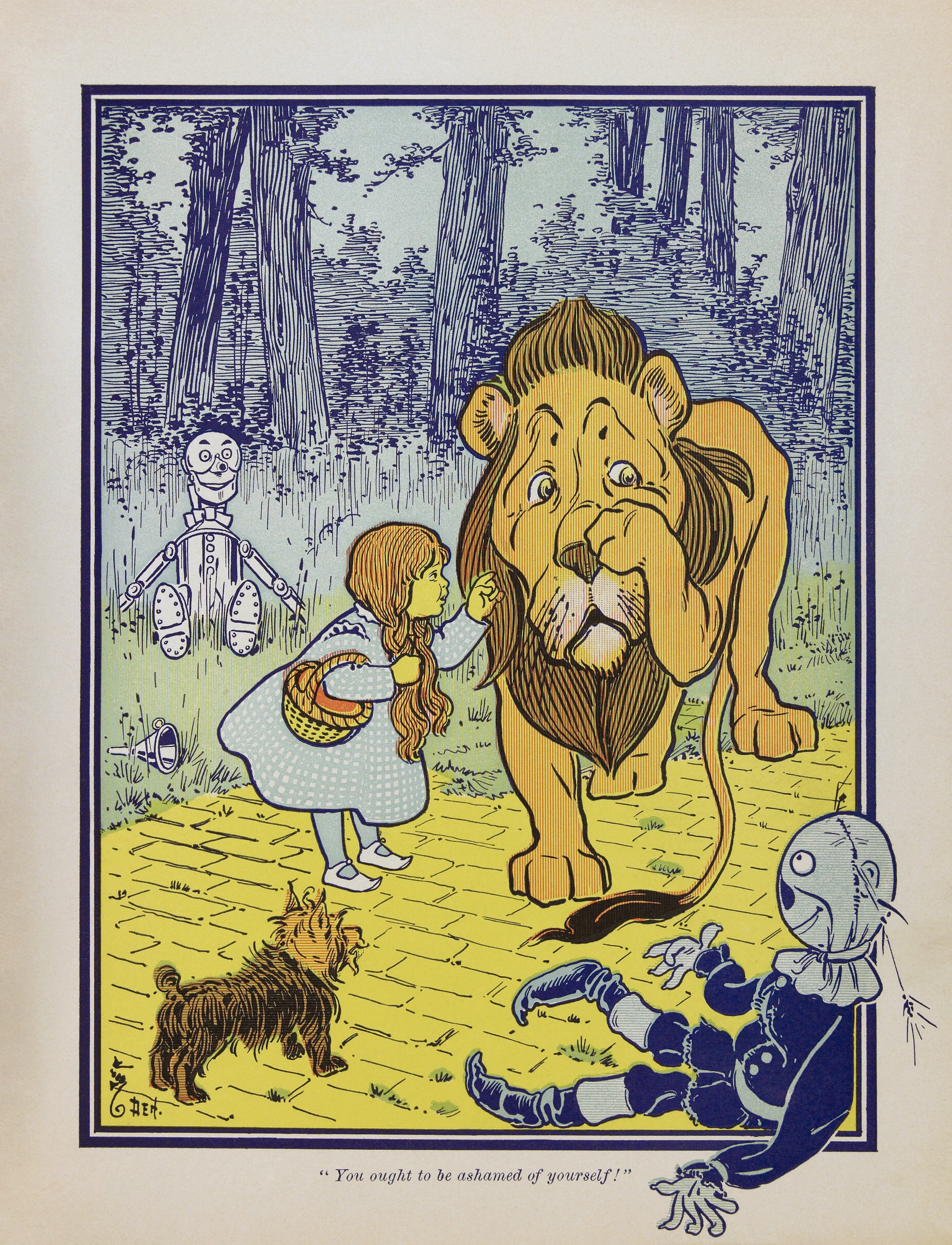
初版の、ドロシーが臆病なライオンに出会ったシーン

ボームはグリム兄弟、アンデルセンから影響を受けており、ボームが編集した『アメリカン・フェアリー・テイルズ』にも彼らの作品からホラー要素を外したものがおさめられている。

### オズ王国などの地
伝説の田舎町であるエメラルドの都として知られるオズはボームが夏季に滞在していたミシガン州ホランド近くのキャッスル・パークの城のような建物を基にしている。黄色いレンガ道は当時舗装で使用された黄色いレンガに因んでいる。これらのレンガ道はボームが通学していたピークスキル陸軍士官学校のあるニューヨーク州ピークスキルにみられた。ボーム研究者は1893年に開催されたシカゴ万国博覧会のホワイト・シティからエメラルド・シティの着想を得たと言及している。他にカリフォルニア州サンディエゴ近くのホテル・デル・コロラドからも着想を得ているとされている。ボームはこのホテルにしばしば宿泊し、オズ関連書籍をここで執筆していた。1903年、『パブリッシャーズ・ウィークリー』のインタビューにて、「オズ」（Oz）の名の由来は、原作者ボームが近くのファイリング・キャビネットにO-Zと記されているのを見て名づけたと語った。
何人かの批評家はボームはオーストラリアからも影響を受けていると語っている。オーストラリアは口語的に「Oz」に近い発音の略語で呼ばれることがある。さらに1907年の『オズのオズマ姫(Ozma of Oz)』でドロシーはヘンリー叔父とオーストラリアへ航海中嵐に巻き込まれてオズに戻る。そのためオーストラリアのようにオズはカリフォルニア州より西にあるとされている。オーストラリアのようにオズは島国である。オーストラリアのようにオズは広大な砂漠のそばにある。これらによりボームはオズはオーストラリアまたはオーストラリアの広大な砂漠の中央の魔法の国を想定しているとされる。

### 『不思議の国のアリス』
他にルイス・キャロルの1865年の『不思議の国のアリス』から影響を受けているとされる。1900年9月、『グランド・ラピッズ・ヘラルド』のレビューで、「まさに現代の『不思議の国のアリス』」と評された。ボームはキャロルの物語の不整合を見つけたが、子供の読者が共感する子供の登場人物である少女アリス自身の人気を認めており、少女ドロシーが主役となる一因となった。またボームはキャロルの、子供の本は多くの挿絵があれば子供も喜んで読むという信念に影響されている。キャロルは子供の本は子供が子供らしくあることではなくモラルを教えるものというヴィクトリア時代のイデオロギーを拒否していた。文章の他に多くの挿絵のあるキャロルのスタイルと共に、ボームは魔女や魔法使いのようなおとぎ話の登場人物の典型と、カカシやトウモロコシ畑など彼の読者である子供たちの身近な事象を組み合わせた。

### アメリカン・ファンタジー・ストーリー
カンザス州やオマハなど具体的なアメリカの地名が出てくることから、『オズの魔法使い』はアメリカ初のおとぎ話とされている。ボームは、多くの挿絵のある児童文学が子供には重要であると考えるキャロルのような作家に賛同するが、農業や産業などアメリカを想起させるものを織り込むことを望んでいた。

### ボームの人生
この作品の登場人物、ディテール、アイデアの多くはボームの経験に基づいている。子供の頃ボームはしばしば農場でカカシに追い回される悪夢を見ていた。「ボロボロの干し草でできた指」が彼の首を掴もうとしたその瞬間に崩れていった。数十年後、大人になったボームは彼の苦悩を登場人物のカカシとして物語に入れ込んだ。息子のハリーによると、ブリキの木こりは窓の飾りから生まれた。彼は窓に何か魅力的なものを飾りたく、スクラップから電子部品を組み合わせて風変わりな形を作った。湯沸かし器で体を、排気管で腕や足を、フライパンで顔を作った。ボームはその後煙突の上部につけるファンネル・ハットを上部にかぶせると最終的にブリキの木こりの形になった。石油王だったジョン・ロックフェラーは自身の製油所の石油を売るためスタンダード・オイルの自身の持ち株を減らし、同じ石油業界にいたボームの父のある意味「敵」だった。ボーム研究者のエヴァン・I・シュワルツは、ロックフェラーが魔法使いの一面として描かれていると語った。物語の1シーンで魔法使いが「横暴なハゲ」であるという記述がある。ロックフェラーが54歳の頃、脱毛症にかかり頭の毛が全てなくなり、人々は彼に話しかけるのを怖がっていた。
1880年代初頭、ボームが所有していたオペラ・ハウスが「オイル・ランプが垂木に引火して炎がゆらめき」火事で焼失したことから劇作品『Matches 』が執筆された。研究者のエヴァン・I・シュワルツはカカシの深刻な恐怖を表現する「世界で一番恐ろしいものは火のついたマッチ」という台詞に表れていると語った。
1890年、ボームはダコタ準州（現サウスダコタ州）のアバディーンに住んで干ばつを経験し、アバディーンの『サタデー・パイオニア』に、馬が食べている木片が芝生でできていると信じている農民が馬に緑のゴーグルをかけさせていることに関する機知にとんだコラム『Our Landlady 』を執筆した。これと同様に魔法使いはエメラルドの都の住民たちに緑のゴーグルをかけさせ街がエメラルドでできていると信じさせている。
陶器のセールスマンでもあったボームは第20章に陶器について記載している。
アバディーンでの短期滞在の間、多くのアメリカ合衆国西部についての噂の広がりが続いた。しかし西部は魔法の国となる代わりに干ばつと不況で荒地となった。1891年、ボーム一家はサウスダコタからシカゴに転居した。当時シカゴは1893年に開催される万国博覧会に向けて準備中だった。研究者のローラ・バレットはシカゴはカンザスよりもオズに似ていると語った。西部の莫大な金脈についての噂が事実無根だと判明した後、ボームはオズの中にアメリカのフロンティアを作り出した。多くの敬意を表して執筆されたボームの創作は、西部が当時まだ未開拓だったことも含めて実際のフロンティアに似ていた。農民のマンチキンとドロシーは物語の始めの方で出会い、ウィンキーとは後半で出会う。
ボームの妻モードは姉ヘレンの娘である姪のドロシー・ルイズ・ゲイジにしばしば会いに行っていた。この幼子は難病を患い、1898年11月11日、月齢5ヶ月で脳充血により亡くなった。ボームとモードには娘がおらず、モードはドロシーを娘のように可愛がっていたためドロシーが亡くなるとモードは、薬を必要とするほど酷く落胆した。妻の悲嘆を和らげるため、ボームは『オズの魔法使い』主人公の少女にドロシーと名付けた。ヘンリー叔父はモードの父であるヘンリー・ゲージをモデルにした。花屋を操業していたヘンリーは、モードの母でヘンリーにとっての恐妻マチルダ・ジョスリン・ゲージに頭が上がらなかったが、近所の住民たちからは尊敬されていた。父ヘンリーと同様にヘンリー叔父は「厳格で真面目で無口」であり「従順でよく働く男」として描かれている。物語中の魔女たちはマチルダが行っていた魔女狩り研究の影響を受けている。魔女を追い込む残酷な仕打ちはボームを恐怖に陥れた。東西の魔女2人の死はこれを隠喩している。
ボームは転職、転居を繰り返したため多くの人々と出会い、彼の人生で経験した多くの出来事から物語の着想を得た。物語の導入部でボームは「ハラハラ、ドキドキの物語で、胸の痛みや悪夢は消え去り、現代のおとぎ話となることを望む」と記されている。これらはボームが『オズの魔法使い』の着想を得たもののほんの一部である。

### デンスロウからの影響
オリジナルの挿絵を描いたW.W.デンスロウも物語に影響を与え、物語をよりわかりやすくしている。ボームとデンスロウは良い仕事仲間で、文章と挿絵で物語を共に作り上げた。物語の中でも色彩は重要であり、章ごとにテーマカラーが違っていた。ボームが文章で表現していない部分でもデンスロウはその特徴を表現した。例えばエメラルドの都の門や住宅を描く際、文章には登場しない国民の姿も描いた。デンスロウ降板後のオズ続編作品で挿絵を描いたジョン・R・ニールも、デンスロウと同様に一般市民も描いた。

### 19世紀のアメリカ
この物語が政治的アレゴリーを意図するという決定的証拠は見つかっていない。1960年頃、歴史家ランジット・S・ディゲは事実上誰もそんな解釈はしていないと記した。1964年、高校教師のヘンリー・リトルフィールドが学術誌『アメリカン・クォータリー』に『オズの魔法使い: 大衆主義の寓喩』を執筆し、19世紀後期の金融政策に関する金銀複本位制論争のアレゴリーを含んでいると断言した。
ボームは周囲から物語の着想を得ただけでなく、当時問題が解決していたアメリカのユートピアをオズに表現していた。ユートピアとおとぎ話の国はそれほど違いがない。ボームはより良い社会を作るには想像力が不可欠と信じていた。オズ・シリーズの後期の本でボームは「想像と夢は世界を改善に導く。想像力豊かな子供は創造や発明の得意な想像力豊かな大人になり市民を導いていくだろう」と記した。またこの過程でボームは現代のおとぎ話としての『オズの魔法使い』はオズを19世紀後期から20世紀初頭の言及や問題解決を表現するアメリカのユートピアとしてオズを描いている。
オズ王国はアメリカに類似している。東西南北の4つの国があり、首都はエメラルドの都である。アメリカおよび国民は中西部、南部などに分割される。19世紀、これらの地域によって表現する色が違っていた。東部は工業地帯のブルーカラーから青、南部は赤土やレッドネックから赤、西部はカリフォルニア州のゴールドラッシュから黄色で表現されていた。そしてエメラルドの都となるワシントンD.C.は紙幣の色から緑で表現される。
物語の悪役は東西の悪い魔女である。悪い魔女たちは市民を魔法にかけ奴隷のように扱う。良い魔女と悪い魔女の力関係はほぼ同等で、このバランスがオズが変化なく続くか発展するかに関わってくる。この関係はアメリカの支持政党に関連付けられる。西の悪い魔女は発達した鉄道、石油王、そして自然豊かな西部に表現される。19世紀、西部は軍事色が強かったが自然が豊かでそして干ばつ被害も甚大だった。これは火事や竜巻よりも被害が大きく、その年の収穫に大きな影響が出る。そのため西の悪い魔女を殺す武器として水が引用されている。魔女の遺体の茶色の塊は大きな嵐の後の泥に類似している。ドロシーは水たまりの上を歩き、溶けた魔女の跡のある床を掃除する。
東の悪い魔女は農業従事者を圧迫するウォール街など東部の経済、工業を表現しているとされている。19世紀、東部の工業労働者が重労働を課せられていたように、東の悪い魔女は国民を奴隷のように扱う。ドロシーが東の悪い魔女を殺すと、力のバランスが変わってくる。貨幣価値および投資が下がって以降、人民党は国を金銀複本位制に向かわせた。労働者階級および貧困農民は債務負担を減らすため金本位制から遠ざかった。人民党は南部や中西部の小作人と北部の労働者階級の賛同を目指した。
物語冒頭でドロシーは農場からオズへ竜巻で飛ばされる。これは、しばしばこの時代の銀の自由鋳造と比較される。黄色のレンガ道は金銀複本位制を、ドロシーを居心地の良い場所へ連れていってくれる銀の靴は人民党の金銀複本位制への方針を表現している。オズは金を量るのに使用されるオンスの略字である。ドロシーとカカシが森を歩き始めると、道がデコボコであるためにカカシが何度もつまづいて転ぶ。黄色のレンガ道でカカシが転ぶのは、デフレにより農民が損害を被ることに類似している。ドロシーが簡単に歩き回るのは、いかに金銀複本位制を進めるかを披露している。たとえ金が少なくとも、バイメタルの他の金属の方が安く手に入り、デフレを回避することができる。全体を通して登場人物の多くが銀の靴の魔力を知らない。ドロシーが南の良い魔女グリンダに会うまで、銀の靴がカンザスに帰らせてくれる力を持っていることを全く知らなかった。ボームは金銀複本位制が経済危機を解決することなど誰も知らないということを暗示していた可能性がある。ドロシーがかかとを3回鳴らすとカンザスへ帰れるが、「空中を飛んでいる最中、銀の靴が砂漠に脱げ落ち二度と見つからなかった」。銀の靴がなくなったことは、1900年に金銀複本位制が次第に衰えていく様子に類似している。
魔法使いはオズ王国の国王で、19世紀のアメリカ合衆国大統領と類似している。「全ては皆のために」が原則でありながら、政治家は多面的であると考えられている。偉大なるオズの魔法使いは謁見者と個々に、それぞれに合った容貌に変身して会う。魔法使いに願いを叶えてもらうために一行が再度戻ってくると、魔法使いというのはまやかしで、民衆が偉大だと信じていたのは単なる「普通の男」であることが判明する。カカシは彼を詐欺師と呼ぶと、魔法使いは悪びれもせずその通りだと語る。19世紀の政治家たちと同じように魔法使いは約束を守ることができない。のちに魔法使いは「どうして詐欺師になったかというと、皆ができないことを私がやることができたから」とし、皆が騙されることを望んだから騙したと語った。
エメラルドの都に向かう途中、ドロシーは農民の象徴であるカカシと出会う。カカシは頭にわらが詰まっていて脳がないことから自分をばかだと思い込んでいる。出版の4年前の1896年、シカゴ出身ジャーナリストのウィリアム・アレン・ホワイトは『カンザスの何が問題か』という記事を書いた。この中でホワイトは西部の農民は無知で怠惰で経営能力がないことを暗示し、アメリカにはホワイトカラーや頭脳はあまり必要ないとなぜカンザスの人々は不満と皮肉を込めて応えるのかと疑問を呈した。カカシは自分は脳がなく劣っていると打ち明ける。同年ホワイトは民主党全国大会でのウィリアム・ジェニングス・ブライアンの有名なCross of Gold speech の記事を執筆した。ブライアンは農民のために戦い、ホワイトの記事の「農民は夜明け前に始まり1日中疲弊し、春に始まり夏中疲弊しているが、国が富を作り出す天然資源として脳と筋肉を備えることにより、穀物の値段を決める商務省の労働者と同等となる」という内容と同じように主張した。ブライアンがアメリカの農民を評価しているように、ボームは物語全体を通してのカカシの行動により、彼は本当は賢く能力があると表現している。この物語の最後にある通り、「農業は国にとって重要」であり農民の政治的可能性が明らかになり、無知であるという前提を覆させた。
次にドロシーが黄色のレンガ道で会うのは亡き東の悪い魔女からいたぶられてきたブリキの木こりである。彼は生身の人間だった時にマンチキンの少女と家庭を作るための資金を得ようと重労働していた。魔女が斧に魔法をかけ、手足が切断され最終的には体もなくなる。切断されるたびにブリキ職人がブリキで補修しており体全体がブリキとなった時には心を入れ忘れたためもう人を愛せなくなってしまう。ブリキの木こりは東部の労働者階級を表現している。19世紀、労働者は機械を動かし続けなければいけなかった。東の悪い魔女は「人間でなく単なる労働者となったのだから機械のようにより速くよりいい仕事をやるがいい」と罵る。ブリキの木こりは雨に打たれて錆びつき、約1年そのままの形で固まってしまい、ドロシーが関節に油をさして彼はようやく動けるようになる。ブリキの木こりが固まっていた1年間は、1893年から1897年の恐慌の東部の労働者階級の失業期間を表現している。経済復興期のグロバー・クリーブランド大統領の冷酷な拒否同様、ブリキの木こりが助けを求めても誰の耳にも届かない。ブリキの木こりは1年間固まっていたが、その間人生を考えるいい機会となった。この頃、彼は「これまでなくした最大のものは、心」であり、それなくして人を愛することができないことがわかる。ボームは東部の労働者階級が家族をかえりみず働き続けたことをブリキの木こりで表現している。19世紀の進歩主義の一部は、アメリカの生活の中心である家族の再構築だった。東の悪い魔女の暴言は19世紀後期から20世紀初頭にかけてのウォール街や東部の大企業での実態を描写している。
最後に一行に参加したのは臆病なライオンである。人民党の著名な政治家ウィリアム・ジェニングス・ブライアンをモデルにしたとされている。6フィート(183cm)でガッチリしていた彼は心優しいことで知られ、熱弁家でライオンの吠え方に例えられた。物語を通してボームはカカシなど共感しやすい大衆向けキャラクターが多い中、ブライアンを臆病に描いたことは奇妙であるとされる。しかし19世紀後期、アメリカ帝国時代が始まり、スペインからグアム、プエルトリコ、フィリピンのような国々の支配を奪うのに苦慮していた。1898年の米西戦争でのブライアンの非暴力、反帝国主義はしばしば非国民または臆病と批判された。ボームは批判を一旦受け入れ、ブライアンに向けた。ライオンは百獣の王だが、人の目を気にせずに無駄な争いに参入せず静観する勇気がある。臆病なライオンとブリキの木こりの関係性はブライアンと東部の労働者階級の関係性に類似している。彼らが出会った時、臆病なライオンはブリキの木こりに鋭い爪で引っ掻こうとするが、木こりが道に倒れている間、臆病なライオンはそのブリキ自体に驚く。これは1896年の大統領選挙で、東部の労働者階級が雇用主によるウィリアム・マッキンリーへ投票するようにとのプレッシャーからブライアンが得票できなかったことに言及している。ブライアン自身も「選挙キャンペーン中、直接的あるいは間接的に、マッキンリーへの投票の強制を感じていた」と語った。ただし単に労働者階級に印象を残せなかっただけという意見もある。ブライアンの吠え方が東部の労働者階級に印象を残せなかったのと同様に、臆病なライオンの爪はブリキの木こりに傷をつけることもなかった。
ボームのおとぎ話は19世紀後期から20世紀初頭にかけてのアメリカで、多くの解釈がなされている。ドロシーの忠実な仲間であるトトはお酒を飲んだことのない「Teetotaler 」に例えられる。禁酒法支持者はアルコールの摂取は違法であるべきだとみなし、19世紀後期、人民党と長年関連していた。この旅でトトはドロシーの後ろを「真面目に」（「Soberly 」は「しらふ」の意味も持つ）駆けていた。プレーンズ・インディアンと類似している飛ぶ猿はかつて自由民だったが、西の悪い魔女に奴隷のように扱われている。彼らを統治する者によって悪者になったり良い者になったりするが、彼らは単に国に所属しているためその地を離れることはできず、そのためアメリカン・インディアンに例えられる。西の国に住むイエロー・ウィンキーはゴールドラッシュの時代にカリフォルニア州で劣悪な環境で奴隷のように働かされていたアジア人労働者を表現したとされる。オズの国に入る前にエメラルドの輝きで目が眩むのを防ぐためにサングラスをかけさせるのは魔法使いと同様にまやかしである。エメラルドの都は実際はエメラルドでできたわけではなく単なる白い街で、緑色のグラスを通して見るため全てがエメラルド色になる。これは色眼鏡で見ると、見たままを信じてしまうことを表現している。ボームは全米を旅し、19世紀の様々な事件事故を知り、彼の周りから着想を得て物語が完成した。
ボームの現代的おとぎ話である『オズの魔法使い』は東西の悪い魔女が死に、ドロシー、トト、魔法使いがアメリカに戻るところで終わる。カカシはエメラルドの都の当主を引き受け、農民が国にとって重要であることを示した。ブリキの木こりは西の国に産業をもたらした。臆病なライオンはブライアンが少数の政治家を率いていたように森の守り神となった。
リトルフィールドの主張は同意する者もあるが、激しい反対にも遭っている。

#### 他の政治的解釈
この作品は児童文学であると同時に、19世紀末のアメリカ経済に関する寓話とも解釈されることがあり、歴史学者、経済学者や文学者等が政治的解釈を述べている。ただし、読者および批評家の多くは物語をそのまま楽しんできている。ボームは1890年代に政治的に活動はしたものの、本作品の政治的解釈については、否定も肯定もしていない。
経済学者のグレゴリー・マンキューは、マクロ経済学の教科書で『オズの魔法使い』は銀貨鋳造論争を背景にして書かれた童話だと記している。
1880年から1886年にかけて、アメリカ経済は23%ものデフレーションを経験した。 当時の西部の農民達のほとんどが、東部の銀行からの借金で開拓を行っていたが、デフレーションの発生は借金の実質的価値を増大させ、西部の農民は苦しみ、東部の銀行が何もせずに潤うという事態が発生した。当時の人民主義派はこの問題について、不足する貨幣供給量を銀貨の自由鋳造で賄うことで解決するべきだと主張した（リフレーション政策）。
銀と金、金本位体制を巡っての論争は、1896年の大統領選挙で最も重要な論点となった。民主党は銀貨の採用を主張し、共和党はあくまでも金本位制にとどまることを主張した。
経済史家ヒュー・ロッコフ（Hugh Rockoff）の記述では、
- ドロシー：アメリカの伝統的価値観
- トト：禁酒党（Teetotalers）
- かかし：農民
- ブリキの木こり：工場労働者
- マンチキン：東部市民
- 臆病なライオン：1896年民主党大統領候補ウィリアム・ジェニングス・ブライアン
- 東の悪い魔女：第24代大統領グローヴァー・クリーヴランド
- 西の悪い魔女：第25代大統領ウィリアム・マッキンリー
- 魔法使い：共和党議長マーク・ハナ
- オズ：金の単位オンスの略号（OZ）
- 黄色いレンガ道：金本位体制

ドロシーは最後に、家に帰る道を見つけるが、黄色いレンガ道をたどるだけでは見つからなかった。ドロシーは魔法使いオズが役に立たない代わりに、自分の『銀の靴』に魔力があることを知る。
結局、民主党は大統領選挙に敗れ、金本位制は維持されることになったが、1898年にアラスカのクロンダイク川で金が発見され（クロンダイク・ゴールドラッシュ）、また、カナダや南アフリカの金の採掘量も増え、結果的に貨幣供給量は増大し、デフレは解消されてインフレ傾向となり、農民は借金を容易に返せるようになった。
としている。
もっとも、ボームに関する伝記作家や研究者は、そうした政治的解釈には否定的である。この作品の出来た背景についての詳細がボーム自身の日記に残されている上、ボームは時に政治的ではあっても、そうした比喩による現代風刺には無関心だったからである。時に皮肉と解釈されることもあるが、本作の序文でも「ただ今日の子供を喜ばせる為に書いた」と明言している。もっとも、高い知名度ゆえに、ドロシーたちは新聞の風刺漫画のネタに度々使われていた。
先のヒュー・ロッコフの説については、ボームがその政治活動ではシルバリズム（silverism）に反対するメンバーの一員であり、アメリカ経済に関して共和党の考えに賛同していたという反論が、歴史家デビッド・B・パーカーになされている。ちなみに黄色いレンガの道に関しては、由来となった建物がボームの別荘があるミシガン州内の公園に実在する。
なお、原作は銀だった靴は、映画版では視覚的効果を狙ってルビーの靴に置き換えられている。

## 版
1902年のジョージ・M・ヒルの破産後、この物語の版権はボブス・メリル・カンパニーに移った。版権移行後の版は色付き文字や挿絵の色彩に欠けるものとなった。1956年にパブリックドメインとなるまで、オリジナルの色彩の再現、新たな挿絵、追加など新版が出ることはなかった。それ以降では1986年、バリー・モーザーの挿絵によるペニーロイヤル版が有名で、その後カリフォルニア大学出版により増刷された。2000年、オリジナルの色彩の挿絵やデンスロウによる追加の画像などが含まれW.W.ノートンから出版されたマイケル・ペイトリック・ハーン編集の『Annotated Wizard of Oz 』なども有名である。他に100周年を記念したマイケル・マカーディの白黒の挿絵によるカンザス出版大学の『カンザス100周年版』やロバート・サブダの飛び出す絵本などがある。

## 日本語訳
日本では、1962年に井伏鱒二によって翻訳され、講談社の『少年少女世界文学全集』第16巻として刊行された。しかし、物語はすでに1939年の映画によって日本で知られていたため、挿絵付きの児童向け抄訳版もすでに刊行されていた。

## 続編
ボームは『オズの魔法使い』を書いた時点では続編のことを全く考えていなかった。この物語を読んだ何千もの子供たちが彼にオズについての別の話を作るようリクエストする手紙を送った。1904年、彼は渋々ながらも期待に応えて初の続編『オズの虹の国(The Marvelous Land of Oz)』を執筆して出版した。1907年、1908年、1909年にもさらなる続編を執筆した。1911年の『オズのエメラルドの都(The Emerald City of Oz)』では、オズの国が他の国との接触をなくしたため彼はそれ以降の続編を執筆することができなくなった。子供たちはこの物語を受け入れることができず、そのため1913年以降ボームが亡くなる1919年5月までボームは毎年続編を執筆し続け、最終的にその続編は13冊になった。『シカゴ・トリビューン』のラッセル・マクフォールによると、ボームは1897年に姉妹のメアリー・ルイズ・ブリュウスターのためにノートにマザー・グースの傑作選を書いたのが始まりだった。「子供を喜ばせることは心が温かくなり、自分のためにもなる」。1919年に彼が亡くなってから、ボームの出版社はルース・プラムリー・トンプソンに以降の続編を委託し、彼女は21冊を執筆した。1913年から1942年の間、毎年クリスマスに『オズの魔法使い』が出版されていた。1956年まで、オズ・シリーズは英語圏だけでも500万部を売り上げ、8か国語圏内で何十万部も売り上げた。

## 文化的影響
『オズの魔法使い』は多くのファンタジー小説や映画に影響を与えた。50か国語以上に翻訳され、その土地に合った改訂が加えられることもある。インドでは短縮版になり、ブリキの木こりは蛇に置き換えられた。ロシアではアレキサンダー・ヴォルコフが翻訳して『エメラルドの都の魔法使い』シリーズ5冊を出版し、魔法の国をエリーと犬とトトシュカが旅するなどボーム版とはかけ離れたものとなった。
1939年の映画『オズの魔法使』はポピュラー・カルチャーのクラシックとして、1959年から1991年の間、アメリカのテレビで毎年放映され、1999年からは毎年何度か放映されている。
1967年、ザ・シーカーズはルートヴィヒ・ヴァン・ベートーヴェンの『歓喜の歌』のメロディを使用し、エメラルドの都を訪れる歌詞の『Emerald City 』をレコーディングした。
1982年、フィリップ・ホセ・ファーマーは主人公ハンク・ストヴァーがドロシー・ゲイルの息子という設定の『A Barnstormer in Oz 』を出版した。ストヴァーが自身の飛行機を操行中、巨大な緑の雲に入ってしまい、オズの国に紛れ込んで内戦に巻き込まれる。
1992年、イギリスでジェフ・ライマンの小説『Was』（邦題『夢の終わりに…』） が出版された。あまり良いとは言い難いドロシー・ゲールの実生活、ジュディ・ガーランドの子供時代、映画『オズの魔法使』ファンのゲイの男性、3つの物語を織り交ぜている。2014年、スモール・ビア・プレスから再度出版された。
1995年、グレゴリー・マグワイアは修正主義者がオズの国や登場人物を見つける『Wicked: The Life and Times of the Wicked Witch of the West 』を出版した。ドロシーではなく未来の西の悪い魔女となるエルファバに焦点を当てている。『インデペンデント』紙は「社会に入り込めない、適応できない、圧迫を受けている大人が自分と向き合うことができる」小説と評した。ユニバーサル・ピクチャーズはこの小説の映画化権を購入して映画化される予定だった。作詞作曲家スティーブン・シュワルツはその代わりにミュージカル化するようユニバーサルを説得した。シュワルツはミュージカル『ウィキッド』の作詞作曲をし、2003年10月、ブロードウェイで初演された。同ミュージカルのジョン・M・チュウ監督による映画化『ウィキッド ふたりの魔女』が2024年に公開された。
2014年、テレビ・ドラマ『スーパーナチュラル』第9シーズンのエピソード『Slumber Party 』にドロシー・ゲールと西の悪い魔女が登場した。また『ワンス・アポン・ア・タイム』にドロシーとグリンダが脇役として登場した。

## 派生作品

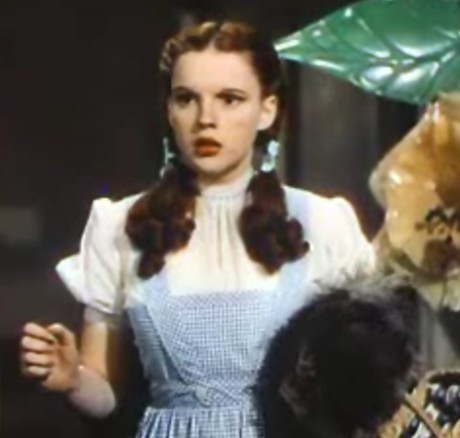
ドロシー(ジュディ・ガーランド)とトトが、ここがカンザスではないことに気付く

『オズの魔法使い』は何度も派生作品が製作されている。最も著名なものは1939年、ジュディ・ガーランド、レイ・ボルジャー、ジャック・ヘイリー、バート・ラーが主演する映画『オズの魔法使』である。それまでも、1902年のミュージカル『オズの魔法使い』やサイレント映画3本を含み多くの舞台作品や映画が製作されてきた。1939年の映画はその音楽、特殊効果、新たなテクニカラーの使用により当時革新的と言われていた。
様々な国の言語に翻訳され、何度かコミック化もされている。パブリックドメインとなると、登場人物のスピンオフ、非公式続編、再解釈などが製作され、議論の的となることもある。

## 評価
『オズの魔法使い』はその出版時から好評を受けている。1900年9月、『ニューヨーク・タイムズ』紙は子供の読者およびこれまで文字の読めなかった子供にもアピールできるとして称賛した。また挿絵に関しても文章を楽し気に補足しているとして称賛した。
1900年に『オズの魔法使い』が出版されてからの50年間、児童文学の研究者らから批判的な分析をされたことがあった。学術誌『サイエンス・フィクション・スタディーズ』のルース・バーマンによると、子供の読者向けおすすめリストにボームの作品が加わったことはない。研究者にはファンタジーについての懸念があり、また長いシリーズものは文学的メリットが少ないとしてリストから外されている。
何年もしばしば非難の的になってきた。1957年、ミシガン州デトロイトの図書館長は在任中、子供に無利益であるとし、また子供を臆病にさせるとして『オズの魔法使い』を禁じ、この作品を批判する者を支援していた。ミシガン州立大学のラッセル・B・ナイ教授は「オズの本のメッセージが愛、優しさ、思いやりが世界をより良い場所にするということであれば現代ではもう価値がないというのか。デトロイトの図書館の児童文学リストを覗いて、多くの良書を見直す時が来たのではないか」と反論した。
1986年、テネシー州のキリスト教根本主義の7家族が『オズの魔法使い』が公立学校の教育要領に含まれているとして訴えた。彼らは親切な魔女の描写と人間の不可欠な性格を信じることを促すのは神の教えに反すると語った。ある両親は「我が子を神に反する超自然現象に誘惑されたくない」と語った。他に女性が男性と平等で、動物が人間のように話せることなどを問題としていた。裁判官は、もし教室でこの物語の話題が出たら、両親は教室から子供を退室させてもよいと判決を出した。
フェミニスト作家マージリー・アリアンは「平凡な文体の陳腐で非人間的な駄作」と語った。
2000年、『ホーン・ブック・マガジン』誌のレナード・イヴレット・フィッシャーは「現代よりも固定観念のない時代から不変のメッセージを伝え、心に響き続ける」と記した。また出版されてからの100年で自分を試される差し迫る困難は少なくなってきているとも記した。
2002年、『セーラム・プレス』誌のビル・デラニーは、子供たちに日常の平凡なことから不思議な事柄を発見する機会を与えたと評価した。また何百万人もの子供たちに成長期に読書好きにさせてくれたとしてボームを称賛した。
アメリカ議会図書館は「『オズの魔法使い』は国内最高で最も愛される国産のおとぎ話となるだろう」と発表し、最初のアメリカのおとぎ話、最も読まれた児童書の1つに認定した。